# Нитриты

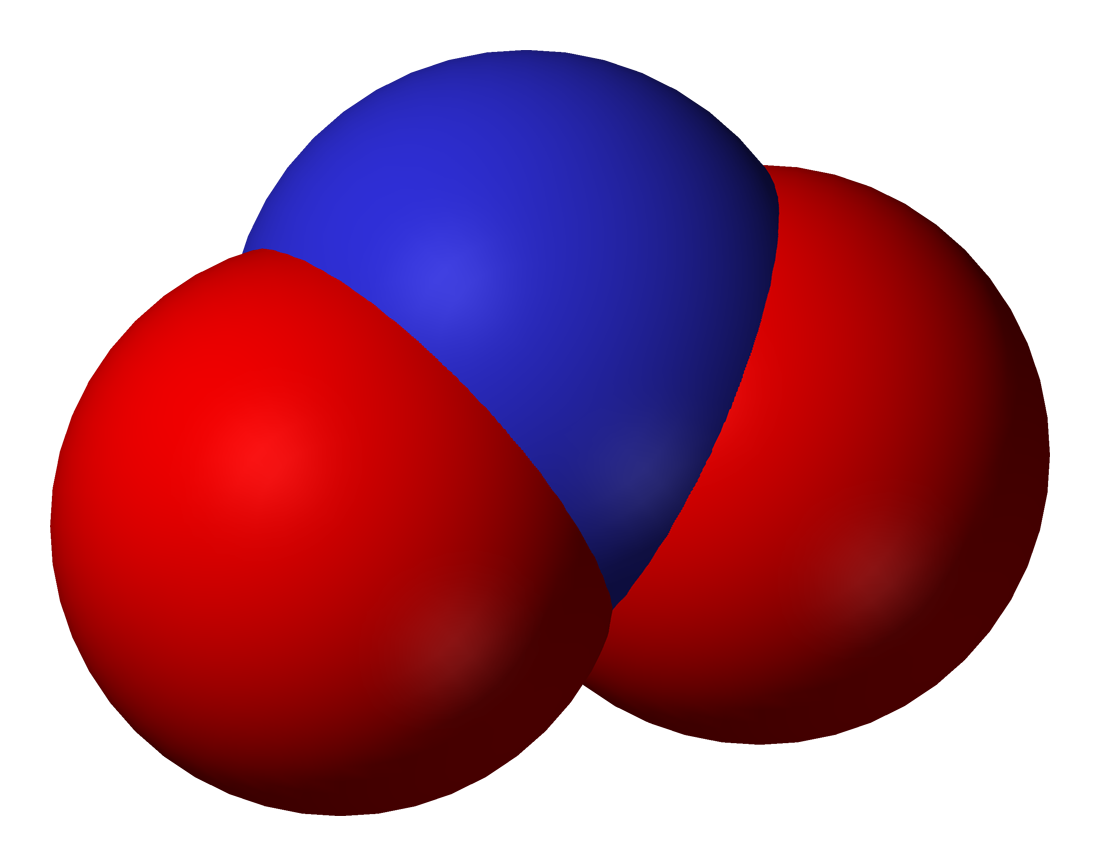
Объёмная модель иона NO_{2}^{–}

Нитри́ты — неорганические соли азотистой кислоты (HNO2), содержащие однозарядный анион NO2–.

## Классификация нитритов
Нитриты делятся на:
- Нитриты щелочных металлов — нитрит натрия (NaNO2), нитрит калия (KNO2) и т.д.;
- Нитриты щелочноземельных металлов — Нитрит магния Mg(NO2)2, Нитрит кальция Ca(NO2)2 и т.д.;
- Нитриты 3d-металлов;
- Нитрит серебра (I) — AgNO2.

## Физические свойства
Кристаллическими веществами являются только нитриты калия, натрия, серебра, кальция и бария. Нитриты калия, натрия и бария в воде хорошо растворимы, малорастворимы нитриты серебра, ртути (II) (но нитрит ртути(I) разлагается в воде), меди. С повышением температуры растворимость нитритов возрастает. В органических растворителях нитриты растворяются плохо.

## Химические свойства
Нитриты являются термически малоустойчивыми соединениями. Так, без разложения могут плавиться только нитриты щелочных металлов, остальные же начинают разлагаться при 250—300 °C с выделением металла либо его оксида, азота, оксидов азота и кислорода.
Нитриты реагируют с солями меди, образуя комплексный гексонитритокупрат-анион, придающий раствору характерный зелёный цвет, что можно использовать в лаборатории как качественную реакцию.
{\displaystyle {\mathsf {CuSO_{4}+6NaNO_{2}\rightarrow Na_{2}SO_{4}+Na_{4}[Cu(NO_{2})_{6}]}}}
Нитриты медленно разлагаются под действием кислот с выделением газа (продуктов разложения азотистой кислоты).
{\displaystyle {\mathsf {2NaNO_{2}+H_{2}SO_{4}\rightarrow Na_{2}SO_{4}+NO\uparrow +NO_{2}\uparrow +H_{2}O}}}
В горячей воде те же вещества реагируют с образованием оксида азота (II) и азотной кислоты:
{\displaystyle {\mathsf {6NaNO_{2}+3H_{2}SO_{4}\rightarrow 3Na_{2}SO_{4}+2HNO_{3}+4NO\uparrow +2H_{2}O}}}
Окисляют HI, HBr и HCl до свободных галогенов. Реакция с соляной кислотой идёт в два этапа: один – необратимый, другой – обратимый:
{\displaystyle {\mathsf {2NaNO_{2}+4HI\rightarrow 2NaI+I_{2}\downarrow +2NO\uparrow +2H_{2}O}}}
{\displaystyle {\mathsf {2NaNO_{2}+4HBr\rightarrow 2NaBr+Br_{2}+2NO\uparrow +2H_{2}O}}}
{\displaystyle {\mathsf {NaNO_{2}+HCl\longrightarrow NaCl+HNO_{2}}}}
{\displaystyle {\mathsf {2HNO_{2}+2HCl\rightleftarrows Cl_{2}\uparrow +2NO\uparrow +2H_{2}O}}}
Нитриты могут выступать как окислителями, так и восстановителями — в кислой среде они окисляются до нитратов, в щелочной способны восстанавливаться до оксида азота (II) (NO).
При взаимодействии нитритов со спиртами в кислой среде при пониженной температуре образуются органические нитриты:
{\displaystyle {\mathsf {ROH+NaNO_{2}{\xrightarrow[{^{o}t}]{H_{2}SO_{4}}}RO{\text{-}}N{\text{=}}O}}}

## Получение
В промышленности нитриты получают поглощением нитрозного газа (NO + NO2) растворами гидроксида или карбоната натрия с образованием раствора нитрита натрия, из которого кристаллизацией получают сухой продукт. Нитриты других металлов получают обменной реакцией с нитритом натрия либо восстановлением соответствующих нитратов.

## Применение
Нитриты используются при получении азокрасителей, для получения капролактама, как окисляющие и восстанавливающие реагенты в резинотехнической, текстильной и металлообрабатывающей промышленности. Нитрит натрия используется как консервант.
Нитрит натрия также применяется при производстве бетонных смесей в качестве ускорителя твердения и противоморозной добавки.

## Биологическая роль
Нитриты попадают в организм человека двумя путями: прямым содержанием или же нитратами, которые в пищеварительном тракте (в основном в полости рта, также желудке или кишечнике) человека превращаются в нитриты под действием фермента нитратредуктазы. Также нитриты используются в производстве обработанных мясных продуктов (колбасы, сосиски, ветчина и пр.)
Эпидемиологические исследования высокого уровня потребления нитратов из овощей выявили снижение риска рака желудка, в то время как другие исследования о потреблении нитратов/нитритов из обработанных мясных продуктов, в которых нитриты используются как консерванты, показывают повышение рисков. Механические исследования показывают, что образование опасных нитросоединений (таких как нитрозамины) ускоряется в присутствии компонентов мяса и подавляется витамином С и другими антиоксидантами и фитонутриентами из растительных продуктов .
Таким образом, нитриты ведут себя неодинаково в зависимости от того, из каких источников они поступают в организм. Нитриты, добавляемые в мясные продукты для их консервации, преобразуются в нитрозамины. Нитриты, преобразовавшиеся из нитратов из овощей и фруктов, далее превращаются в оксид азота(II), которые способствует расширению кровеносных сосудов и нормализации кровяного давления.
При нормальном физиологическом состоянии и поступлении нитритов в организм не более допустимой суточной дозы, утверждённой Министерством здравоохранения РФ в 0,2 мг/кг массы тела (за исключением детей грудного возраста), в организме человека образуется примерно 2 % метгемоглобина, поскольку редуктазы эритроцитов взрослого человека обладают способностью превращать образовавшийся метгемоглобин обратно в гемоглобин.
В Европейском Союзе допустимая суточная доза нитритов принята в 0.1 мг/кг массы (в пересчете на нитрит натрия).
Продажа нитритов для пищевых применений разрешена в Евросоюзе только в смеси с пищевой солью, с содержанием нитритов около 0,6 %, для уменьшения риска превышения суточных норм. C 2013 года сходные правила действуют в России.